# 科迪·米金
科迪·米金（英語：Cody Meakin，1989年12月27日—），澳大利亚男子轮椅橄榄球运动员。他曾代表澳大利亚参加2012年夏季残疾人奥林匹克运动会轮椅橄榄球比赛，获得一枚金牌。